# Lars Johan Siktberg
Lars Johan Siktberg, född 1828 i Ölme socken, Värmlands län, död 25 maj 1872 i Stockholm, var en svensk journalist och tecknare.

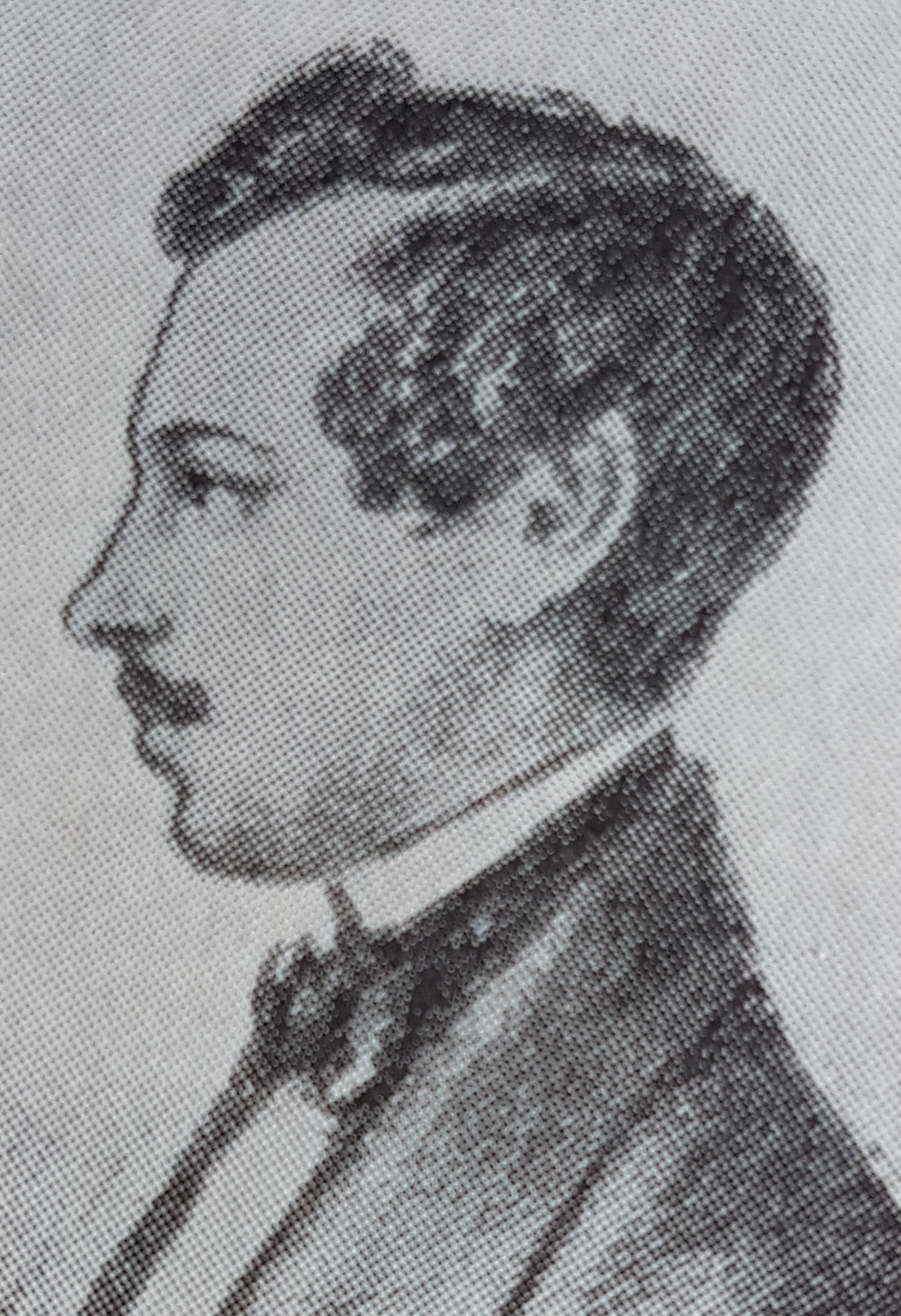
Lars Johan Siktberg självporträtt

Han var son till rotesoldat och gift med Charlotta Bernhardina Westerberg. Siktberg blev filosofie magister i Uppsala 1857 och arbetade därefter som journalist i Stockholm först för tidskriften Wäktaren och senare Svenska tidningen och från 1859 i Post- och Inrikes Tidningar. Han medarbetade även i veckotidningen Kapten Puff och årsboken Läsning vid husliga härden. Under sin tid i Uppsala gjorde han sig känd som en talangfull porträttör av studiekamraterna och vid Värmlands nation finns en Samling af Planscher öfver Nationsmedlemmar som omfattar 110 profilteckningar i blyerts tillkomna åren 1854–1855. Samlingen med porträtt utökades senare av Pelle Ödman. I privat ägo finns ett litet teckningsalbum Philosophie Doctor Herr L J Siktbergs Ungdomsminnen Tecknade af honom sjelf och räddade undan förgängelsen af en Zouggha. Albumet innehåller humoristiskt fångade porträtt av studenter, lärare och Uppsalapersoner som inte är namngivna. Ett album med 14 fotografiska kopior av blyertstecknade helfigursporträtt av studenter 1852–1854 finns i Uppsala universitetsbibliotek.